# Francisco Eduardo da Costa
Francisco Eduardo da Costa (Lamego, (Braga), 1818 — Porto, 1855), fou un pianista i compositor portuguès de la primera meitat del segle xix. Des d'infant mostrà excel·lents qualitats per l'execució de la música i deixà moltes obres de música religiosa, entre les quals destaquen en primer lloc la Missa de Santa Isabel, que oferí a l'orde de Sant Francesc, i que encara es canta, amb gran satisfacció dels aficionats a la música.